# Hellhammer
Hellhammer (engl. für ‹Höllenhammer›) war eine Extreme-Metal-Band aus Nürensdorf in der Schweiz. Die Band ist eine der einflussreichsten Bands im Bereich des extremen Metal und hat vor allem die Subgenres Death Metal und Black Metal bestimmend beeinflusst. Bis heute ist nicht abschließend geklärt, ob der Name des Death-Metal-Genres vom Possessed-Demo Death Metal stammt oder vom Split-Album Death Metal, an dem Hellhammer beteiligt war. Beide Veröffentlichungen erschienen 1984.

## Geschichte
Hellhammer wurde 1982 von Thomas Gabriel Fischer (unter dem Pseudonym «Satanic Slaughter», später «Tom G. Warrior») und Steve Warrior (unter dem Pseudonym «Hammerhead») gegründet. Die Schlagzeuger wechselten oft. Nach der Veröffentlichung der drei Demoaufnahmen Death Fiend, Triumph of Death und Satanic Rites erhielt die Band einen Vertrag beim deutschen Musiklabel Noise Records, auf dem im Anschluss die EP Apocalyptic Raids erschien. Im Jahr 1984 wurde bereits ein Album mit dem Titel To mega therion geplant. Obwohl einige neue Lieder schon geschrieben waren, wurden die Titel nicht aufgenommen. Im Jahr 1984 löste sich die Band auf, da sich die beiden Bandmitglieder Fischer und Ain mit der einfachen Spielweise der Musik von Hellhammer künstlerisch zu limitiert fühlten. Martin Eric Ain und Tom G. Warrior gründeten noch im selben Jahr die Band Celtic Frost, mit der sie das musikalische Erbe von Hellhammer anfangs fortsetzten. Das zweite Album von Celtic Frost bekam dann den Titel To mega therion, den eigentlich das Debütalbum von Hellhammer hatte bekommen sollen.
Im Nachhinein äußerte Fischer sich negativ über die Hellhammer-Aufnahmen. Nachdem die Demos jahrelang als Bootlegs in schlechter Qualität kursierten, wurden sie allerdings 2008 unter Fischers Aufsicht neu gemastert und unter dem Titel Demon Entrails wiederveröffentlicht.

## Stil
Musikalisch ist die Band nicht eindeutig zu klassifizieren; ihr Stil, der «wesentlich zerstörerischer und roher» als der von Venom war, liegt zwischen Speed-/Thrash Metal, Punk/Hardcore und Doom Metal, vergleichbar mit frühen Motörhead- und Venom-Alben; der Stil wurde auch vom Nachfolger Celtic Frost zu Zeiten der ersten EP Morbid Tales fortgesetzt. 
Die Band wird auch dem frühen Black Metal zugeordnet, außerdem behandeln ihre Liedtexte den für den Black Metal typischen Satanismus. Aufgrund der angewandten Effekte (Nachhall und Verzerrung) ähnelt Fischers Gesang bei Hellhammer mehr einer Mischung aus Cronos von Venom und Lemmy von Motörhead als dem späterer Aufnahmen. Insbesondere die ersten Aufnahmen waren sehr basslastig, verzerrt und dilettantisch mit einem an Discharge erinnernden Gitarrenspiel; Fischer verwandte hier eine frühe Version seiner charakteristischen «Ugh!»-Rufe. Das letzte Demo Satanic Rites ähnelt bereits den ersten Celtic-Frost-Aufnahmen und in seinem Gitarrenspiel frühen Aufnahmen von Minor Threat.
Die Musik wird entsprechend jener einem von Venom inspirierten Thrash Metal nahegestellt, jedoch mit Einflüssen des Doom Metals und einer deutlichen Ernsthaftigkeit in den okkulten und misanthropischen Songtexten, die für den Black Metal prägend sein sollte.

## Bedeutung
Sehr viele Bands aus den Bereichen Death Metal und Black Metal, aber auch Speed Metal und Doom Metal sind von Hellhammer beeinflusst worden. Die Band besitzt in der Szene Kult-Status, Stücke wie Revelations of Doom, Satanic Rites und Triumph of Death (das ab dem gleichnamigen Demo auf allen Hellhammer-Veröffentlichungen in immer langsameren Versionen erschien) gelten als «bahnbrechende Klassiker des ganz frühen Black Metals, die auch anno 2008 wohltuend derb in der Magengrube wummern und die vom Hauch des Magischen umgeben sind».
- Die deutsche Band Warhammer hat sich zum Ziel gesetzt, wie Hellhammer zu klingen.[10]
- Die schwedische Metal-Band Satanic Slaughter hat sich nach dem alten Pseudonym von Thomas Gabriel Fischer benannt.
- Der Mayhem-Schlagzeuger Jan Axel Blomberg hat sich das Pseudonym Hellhammer gegeben, die Mayhem-Mitglieder Euronymous, Messiah und Maniac haben ihre Namen von Liedern der Band, ersterer wählte jedoch die vermutlich der Liste Die höllischen Namen in Anton Szandor LaVeys Satanischer Bibel entlehnte (falsche) Schreibweise «Euronymous», dort ebenfalls als «Prinz des Todes» bezeichnet.
- Viele bekannte Metal-Bands haben Hellhammer-Lieder gecovert, u. a. Death, Napalm Death, Emperor, Sepultura und Necrophagia. Nicholas Bullen, bis 1986 Frontmann von Napalm Death, nannte Hellhammer als musikalische Inspiration.[11]
- Die schweizerische Band Messiah benannte sich nach einem Hellhammer-Titel.[12]
- Das japanische All-Girl-Trio Gallhammer beruft sich musikalisch auf Hellhammer.

## Diskografie
- 1983: Death Fiend (Demo)
- 1983: Triumph of Death (Demo)
- 1983: Satanic Rites (Demo)
- 1984: Death Metal (Split-LP mit Helloween, Running Wild und Dark Avenger)
- 1984: Apocalyptic Raids (12”-EP)
- 1990: Apocalyptic Raids 1990 A.D. (offizielle Wiederveröffentlichung mit den Stücken der Death-Metal-Split-LP)
- 2008: Demon Entrails (Sampler mit den ersten drei Demos)